# Източен регион
Източният регион (на македонска литературна норма: Источен Регион) е административна единица в Северна Македония. Представлява котловинен, речен и планински район, който обхваща басейна на река Брегалница. В региона са областите Малешевия, Пиянец, Кочанско Поле и Слан Дол. В този регион има 11 общини с 217 населени места. От тях 209 са селски и 8 градски населени места (Щип, Кочани, Виница, Пехчево, Македонска Каменица, Делчево, Пробиштип и Берово). Административен център в този източен регион е Щип, който има около 44250 жители.

## Алпинизъм и риболов
Плановият източен регион е популярен за алпинизъм и риболов. Той разполага с повече планини, от които най-известни са Осоговските планини с най-висок връх Руен (2,252 метра), а има редица извори, реки, клисурни долини, обширни пасища и гори. От средните планини известни са Малешевските планини (1,749 метра) и Плачковица (1,754 метра). Тук се намират и котловините и полетата Беровска или Малешевска, Делчевска или Пиянец, Кочанското поле, Лъкавичкото поле и Овче поле, след това клисурите Истибанска и Разловечка на река Брегалница, клисурите на Злетовска и Зърновска река, както и живописният каньон Камник на Радонска река. В този регион има и много реки, сред които по-големи са Брегалница (дълга 225 километра), Злетовска, Кочанска река, Крива Лакавица и други. Самият източен регион разполага и с по-малки водопади, от които най-известни са Пехчевските водопади. Изкуствени езера са Беровското или Ратевско, Калиманци, Градче и Злетовското.

## Балнеотуризъм и селски туризъм
Регионът, разположен на река Брегалница е известен и с развития си балнеотуризъм и селски туризъм. Има няколко бани, от които най-известна е банята Кежовица близо до Щип. Поради буйната и разнообразна природна конфигурация има и много селски селища в региона, които практикуват селски туризъм. Това са Лесново, Злетово, Мородвис, Блатец, Зърновци, Разловци, Владимирово, Русиново, Ново село и други.

## Зимни спортове
Важен център за зимните спортове е Пониква (1,580 метра), където има ски писти, повече места за настаняване, вили, ресторанти и туристическа хижа. Карането на ски в Пониква се препоръчва особено за начинаещи скиори. Други туристически центрове за отдих и селища са Берово, Абланица, Равна река, Голак, Плачковица, Бела Вода и други.

## Археологически обекти
Известни археологически обекти в плановия източен район са Баргала, Виничко Кале, Грънчарица, Крупище, Мородвис и др. Баргала е късноантично селище, разположено на 12 километра северозападно от Щип, което се споменава още от 371 година. Щип се споменава за първи път в римския период в ІІІ век под името Астибо. По време на Византия градът е известен като Стипион. Археологическият обект Чрешче, наричан и Хисар или Исар, е крепост, която се намира в покрайнините на Щип, където се намират и други известни обекти от сферата на културното наследство. Известен археологически обект от началото на неолита е Грънчарица, в близост до село Крупище, където е открит най-старият неолитен човек на Балканите и най-старият жител на Македония, на около 7000 години, Моробиздон в село Мородвис, Кочанско, както и повече църкви, построени през XIV век близо до Щип, като „Св. Архангел Михаил“, „Св. Йован Кръстител“ и „Св. Спас“.

## Културни прояви
В плановия източен регион има и повече музеи, а се провеждат и редица известни културни събития, като например „Макфест“ и „Пастърмалияда“ в Щип, „Аматьорски драматични прегледи“ и „Здравоживо“ в Кочани, „Дни на ориза“ в село Оризари, „Гоцеви дни“ в Делчево, „Дзвегорска сурва“ в село Дзвегор, „Пиянечки малешевски срещи“ и „Етно Фест“ в Берово.
Източният район е свързан с няколко пътни маршрута, от които най-важни са Велес-Щип-Кочани-Каменица-Делчево-Пехчево-Берово, а също така важна артерия е железопътната линия от Велес през Щип до Кочани.
В този регион има много хотели, хостели, вили, пансиони. Туристите могат да бъдат настанени и в частни къщи и апартаменти.